# Hakkı Gürel
Hakkı Gürel (ur. 20 sierpnia 1985) – turecki zapaśnik walczący w stylu wolnym. Zajął 26. miejsce na mistrzostwach świata w 2009. Dziesiąty na mistrzostwach Europy w 2011. Brązowy medalista akademickich MŚ w 2008. Mistrz śródziemnomorski w 2011. Trzeci na ME juniorów w 2005 roku.